# Pentagonaal prisma
Een pentagonaal prisma is een prisma met een regelmatige vijfhoek als grond- en bovenvlak en vijf parallellogrammen als zijvlak.
Wanneer de zijvlakken van het pentagonale prisma vierkanten zijn, is het een halfregelmatig veelvlak. Het heeft in dat geval een duaal veelvlak: de vijfhoekige bipiramide. De oppervlakte {\displaystyle A} en inhoud {\displaystyle V}, met {\displaystyle a} de lengte van een zijde en {\displaystyle r} de straal van de omgeschreven cirkel van de vijfhoek, van een halfregelmatig pentagonaal prisma worden gegeven door:
{\displaystyle A=5a^{2}\left(1+{\sqrt {r^{2}-{\frac {a^{2}}{4}}\ }}\right)} en
{\displaystyle V={\frac {5a^{2}}{2}}{\sqrt {r^{2}-{\frac {a^{2}}{4}}\ }}}.